# ISO/IEC 646
ISO/IEC 646 definierar ett antal nationella varianter på teckenkodning, alltså sätt att hantera text i datorer. Dessa varianter är alla 7-bitars, vilket innebär max 128 möjliga tecken. Utgångspunkten är den amerikanska varianten, inklusive styrkoder, som kallas ASCII. 
Upp till cirka 20 positioner hos ASCII förändras i de olika varianterna. Normalt är varje variant bara avsedd för ett land.
För Sverige fanns två varianter, en där åäöÅÄÖ stöddes, och en där éüåäöÉÜÅÄÖ stöddes. Storbritannien hade sin variant där £ fanns (vilket inte finns i ASCII). Tyskland/Österrike hade sin variant och Danmark/Norge sin variant och så vidare. För franska var det ett problem, de cirka 20 tecknen räckte inte, man behöver áàâçéèëêíìîïòóôùúýÿ plus stora bokstäver för dem. Därför gjordes det en princip för franska (och fler latinska språk) att man hade tecken för ´`¨^ och lät datorerna tolka en sådan plus en bokstav och eventuellt ett backsteg mellan som att de skulle kombineras ihop.
De nationella varianterna av ISO/IEC 646 används inte särskilt mycket sedan 8-bitarskodning introducerades, antingen i form av användning av en av delarna av ISO/IEC 8859, eller en "code page" i Windows eller MacOS, eller numera allt oftare en kodning definierad av Unicode (och ISO/IEC 10646). I vissa sammanhang används de fortfarande, exempelvis inom ekonomi, där man har gamla beprövade standarder och programvaror där man inte ser behovet av stöd för utländska texter.
| Teckenposition:   | 23 | 24 | 40 | 5B | 5C | 5D | 5E | 60 | 7B | 7C | 7D | 7E |
| ----------------- | -- | -- | -- | -- | -- | -- | -- | -- | -- | -- | -- | -- |
| USA (ASCII)       | #  | $  | @  | [  | \  | ]  | ^  | `  | {  | \| | }  | ~  |
| ISO 646-IRV       | #  | ¤  | @  | [  | \  | ]  | ^  | `  | {  | \| | }  | ~  |
| Danmark/Norge     | #  | $  | @  | Æ  | Ø  | Å  | ^  | `  | æ  | ø  | å  | ~  |
| Sverige/Finland 1 | #  | ¤  | @  | Ä  | Ö  | Å  | ^  | `  | ä  | ö  | å  | ~  |
| Sverige 2         | #  | ¤  | É  | Ä  | Ö  | Å  | Ü  | é  | ä  | ö  | å  | ü  |
| Frankrike         | £  | $  | à  | °  | ç  | §  | ^  | `  | é  | ù  | è  | ¨  |
| Italien           | £  | $  | §  | °  | ç  | é  | ^  | ù  | à  | ò  | ù  | ì  |
| Nederländerna     | £  | $  | ¾  | ÿ  | ½  | \| | ^  | `  | ¨  | ƒ  | ¼  | ´  |
| Kanada            | #  | $  | à  | â  | ç  | ê  | î  | ô  | é  | ù  | è  | û  |
| Portugal          | #  | $  | @  | Ã  | Ç  | Õ  | ^  | `  | ã  | ç  | õ  | ~  |
| Schweiz           | ù  | $  | à  | é  | ç  | ê  | î  | ô  | ä  | ö  | ü  | û  |
| Spanien           | £  | $  | §  | ¡  | Ñ  | ¿  | ^  | `  | °  | ñ  | ç  | ~  |
| Storbritannien    | £  | $  | @  | [  | \  | ]  | ^  | `  | {  | \| | }  | ~  |
| Tyskland          | #  | $  | §  | Ä  | Ö  | Ü  | ^  | `  | ä  | ö  | ü  | ß  |
| Jugoslavien       | #  | $  | Ž  | Š  | Đ  | Ć  | Č  | ž  | š  | đ  | ć  | č  |

Det har förekommit variationer i tabellerna bland olika datortillverkare, till exempel minst ett par till för Sverige.